# Hyagnis aethiopicus
Hyagnis aethiopicus là một loài bọ cánh cứng trong họ Cerambycidae.